# فیروزآباد (دشت آزادگان)
فیروزآباد (دشت آزادگان)، روستایی از توابع بخش بستان شهرستان دشت آزادگان در استان خوزستان ایران است.

## جمعیت
این روستا در دهستان بستان قرار دارد و براساس سرشماری مرکز آمار ایران در سال ۱۳۸۵، جمعیت آن ۱۶۲ نفر (۲۴خانوار) بوده‌است.